# Zawonia (gmina)
Zawonia – gmina wiejska w województwie dolnośląskim, w powiecie trzebnickim. W latach 1975–1998 gmina położona była w województwie wrocławskim.
Siedziba gminy to Zawonia.
Według danych z 31 grudnia 2011 gminę zamieszkiwało 5755 osób. Natomiast według danych z 30 czerwca 2020 roku gminę zamieszkiwało 5919 osób.

## Struktura powierzchni
Według danych z roku 2002 gmina Zawonia ma obszar 118,12 km², w tym:
- użytki rolne: 56%
- użytki leśne: 37%

Gmina stanowi 11,52% powierzchni powiatu.

## Demografia

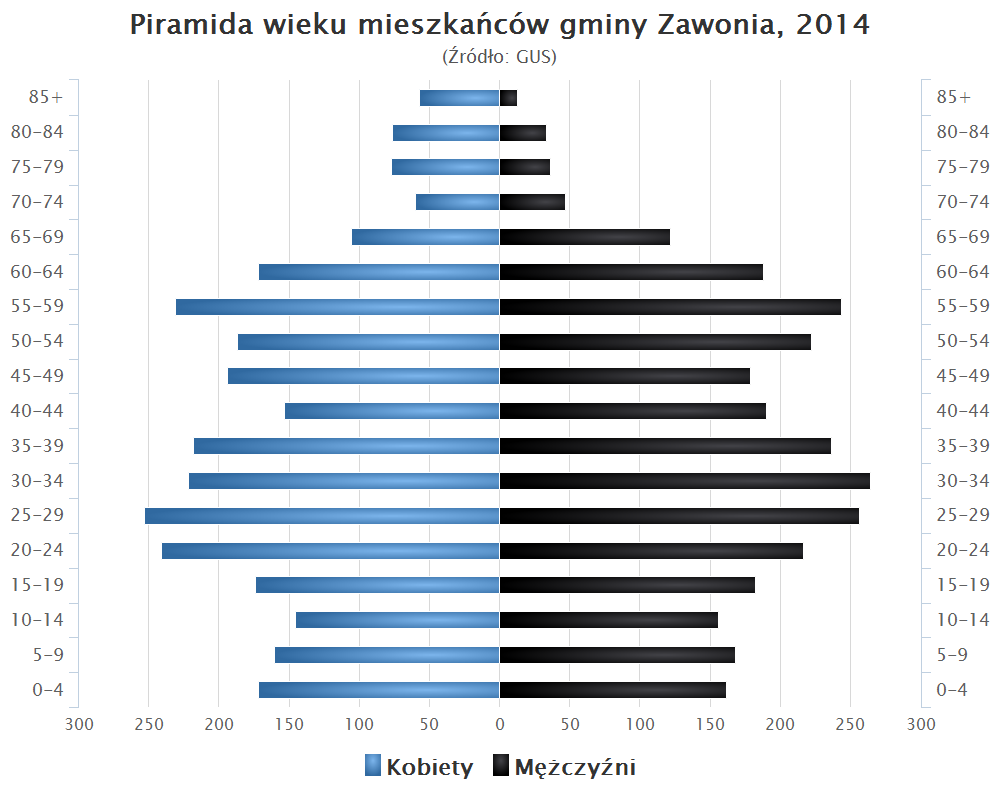
Piramida wieku mieszkańców gminy Zawonia w 2014 roku

Dane z 31 grudnia 2011:
| Opis                              | Ogółem | Ogółem | Kobiety | Kobiety | Mężczyźni | Mężczyźni |
| --------------------------------- | ------ | ------ | ------- | ------- | --------- | --------- |
| jednostka                         | osób   | %      | osób    | %       | osób      | %         |
| populacja                         | 5755   | 100    | 2850    | 49,7    | 2905      | 50,3      |
| gęstość zaludnienia (mieszk./km²) | 45,9   | 45,9   | 22,8    | 22,8    | 23,1      | 23,1      |

## Sołectwa
Budczyce, Cielętniki, Czachowo, Czeszów, Głuchów Dolny, Grochowa, Kałowice, Ludgierzowice, Miłonowice, Niedary, Pęciszów, Prawocice, Pstrzejowice, Rzędziszowice, Sędzice, Skotniki, Sucha Wielka, Tarnowiec, Trzęsowice, Zawonia, Złotów.

## Pozostałe miejscowości
Kopiec, Pomianowice, Radłów, Stanięcice, Sucha Mała, Trzemsze, Złotówek.

## Sąsiednie gminy
Długołęka, Dobroszyce, Krośnice, Milicz, Trzebnica